# Felon

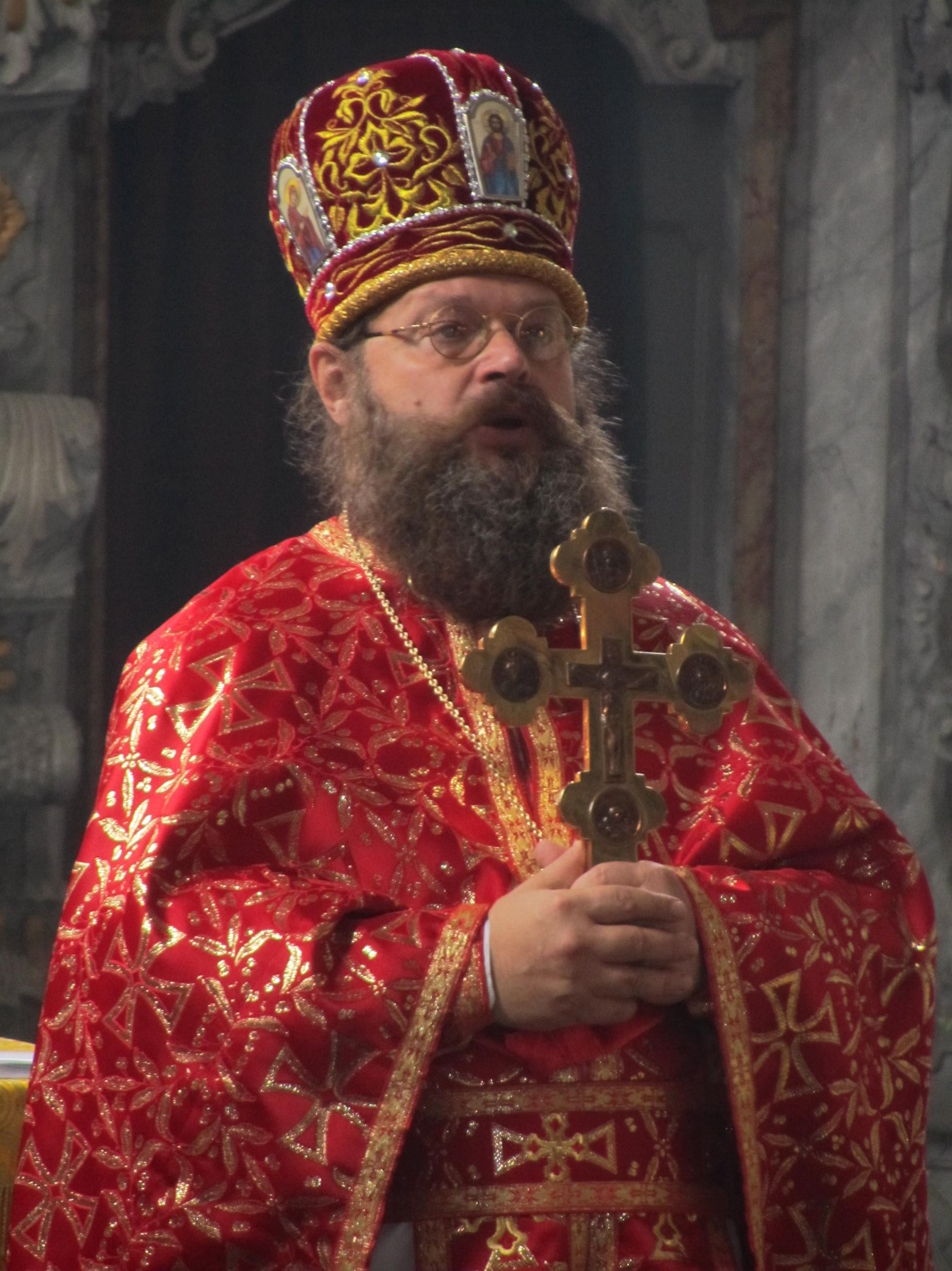
Archimandrita Marek (Krupica) během bohoslužby s červeným felonionem (řeckého stylu), mitrou a žehnacím křížem

Felon či Felonion (řecky: φαιλόνιον, mn. č., φαιλόνια, phailónia; latinsky: paenula) je liturgický oděv ve východním křesťanství, užívaný kněžími během Božské liturgie.
Ekvivalentem v západním křesťanství je ornát.

## Charakteristika
Podobá se ornátu, ale nemá průřezy pro ruce po stranách, ale směrem dopředu je střih zvýšen. Na podřízník a epitrachil se obléká felonion. Pokud je Božská liturgie sloužena biskupem, obléká místo felonionu sakkos.

## Galerie

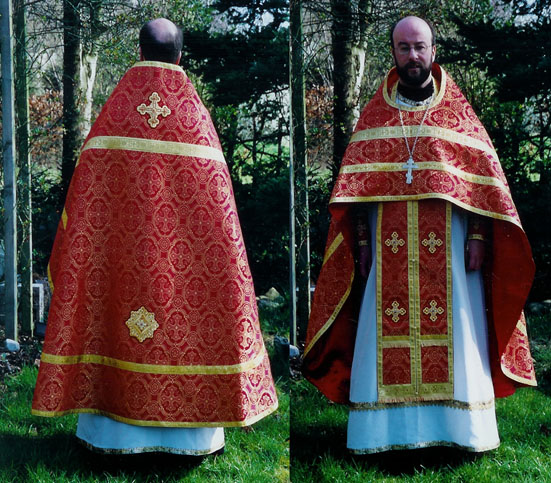
Pravoslavný kněz ve felonionu ruského stylu
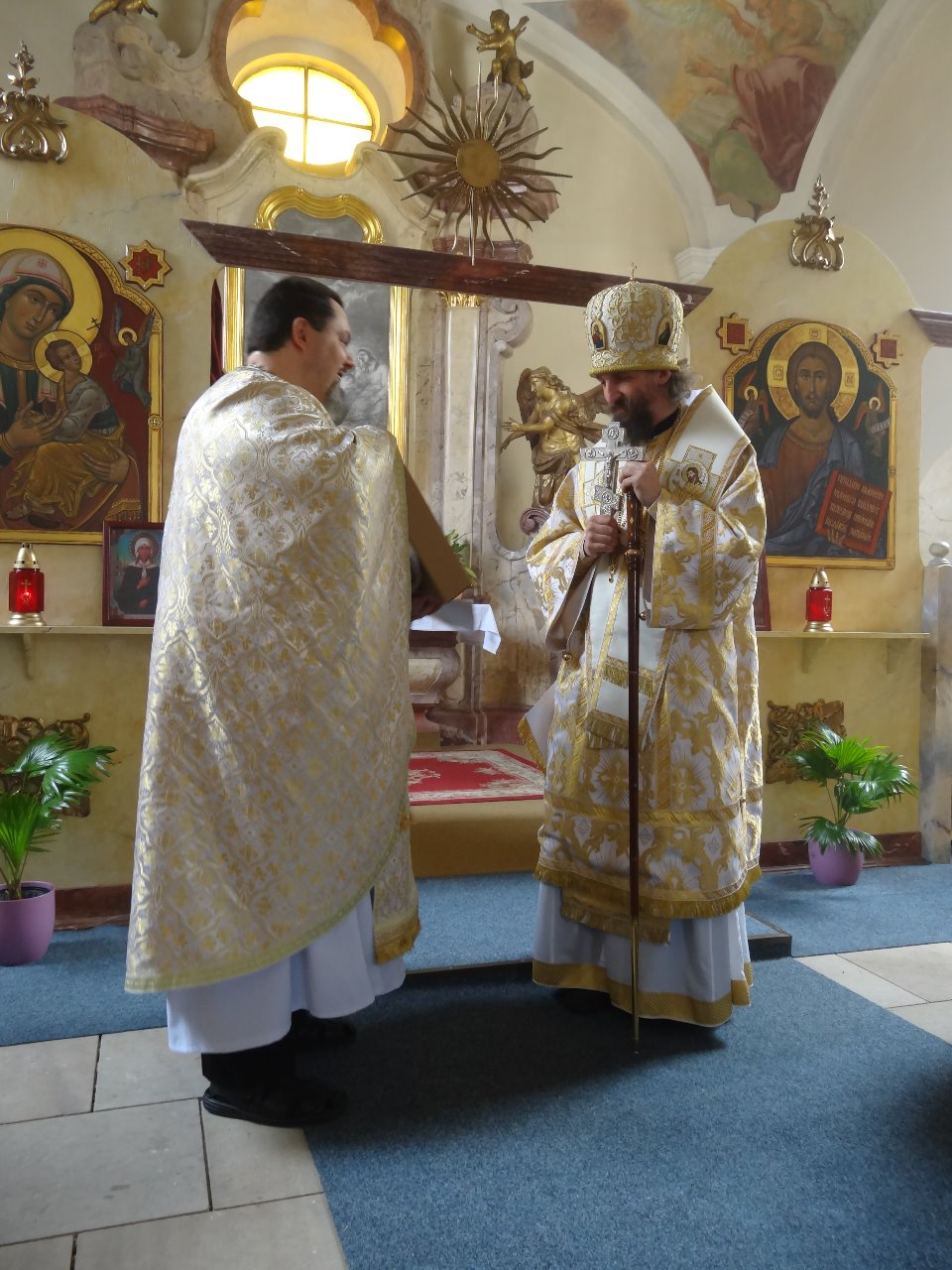
Farář Šantin (vlevo) v kněžském felonionu řeckého stylu, pražský arcibiskup Jáchym v sakkosu s biskupskou mitrou
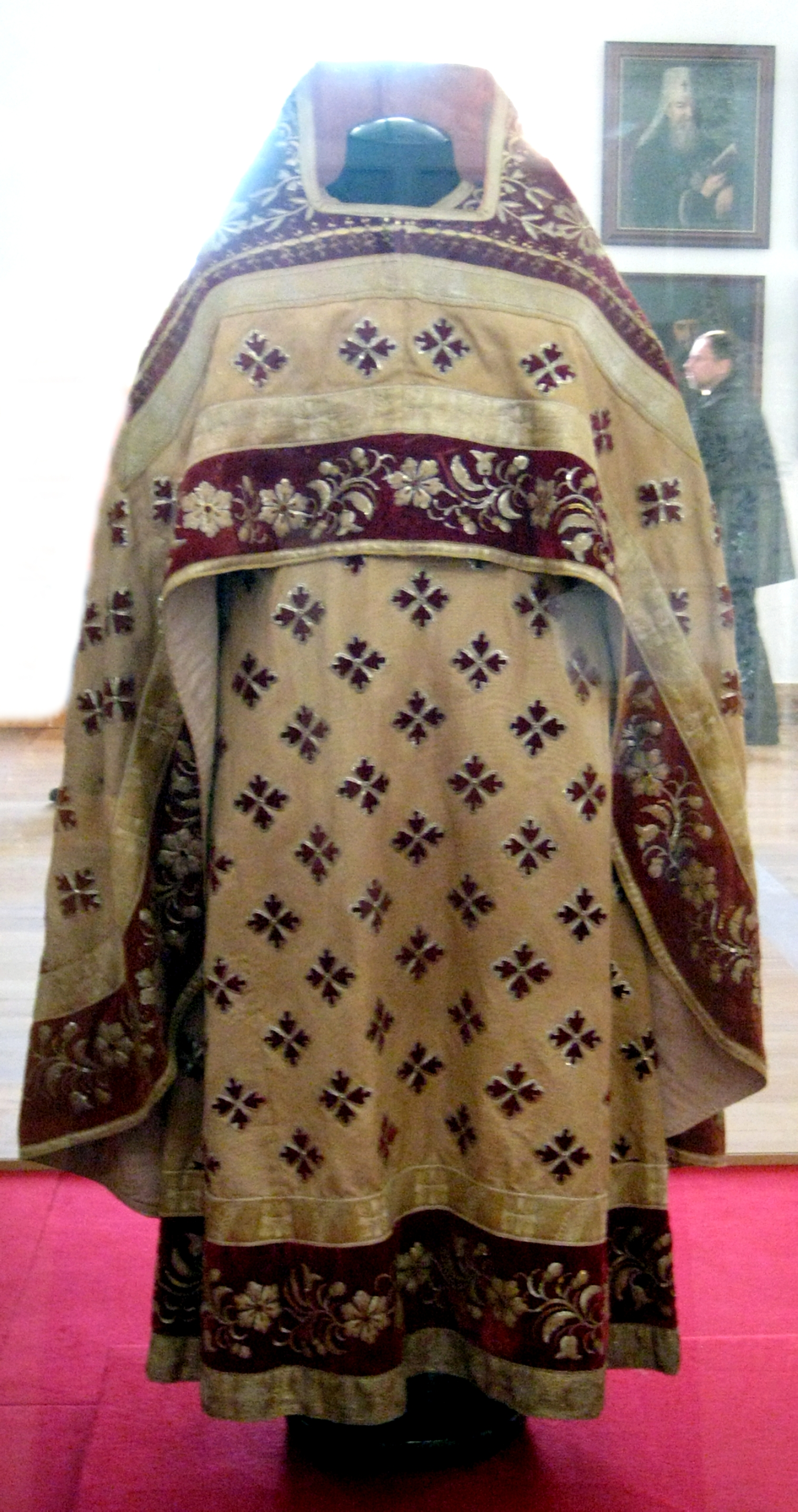
Felonion ruského stylu